# Équité des connaissances
L'équité des connaissances (en anglais : knowledge equity) est un concept des sciences sociales qui se réfère à la diversification des connaissances valorisées. Il est associé à l'analyse des formes de marginalisation de certaines communautés exclues du partage des connaissances en raison de structures déséquilibrées de pouvoir (par exemple entre pays occidentaux et pays du Sud).
Le concept s'applique aux processus de création de connaissances et engage la question de savoir qui produit les connaissances. Il peut aussi s'appliquer aux processus de réception, posant alors la question de savoir qui a accès aux connaissances produites.

## Naissance du concept
Le concept d'équité des connaissances s'est développé au sein de la discipline de la gestion des connaissances (knowledge management). Cette discipline est liée à « l'étude de l'économie de l'information, de la gestion stratégique, de la culture organisationnelle, de l'intelligence artificielle, de la gestion de la qualité et de la mesure de la performance organisationnelle ». La gestion de la connaissance a donné naissance à de nouveaux concepts parmi lesquels l'infrastructure du savoir et l'équité des connaissances. 
Rashi Glazer suggère que pour consolider l'équité des connaissances il faut développer des instruments de mesure des connaissances, en vue d'identifier et d'accompagner les progrès accomplis dans l'acquisition des savoirs. Critique à l'égard des mesures conventionnelles, il propose d'introduire les facteurs tacites ou subjectifs de valorisation des connaissances dans les méthodes de mesure. De fait, la subjectivité participe de la valorisation à la connaissance, de la promotion de ceux qui savent, elle contribue à donner un sens au savoir et à l'organiser.

## Équité dans la production des connaissances
Les connaissances discursives sont valorisées de manière exclusive dans les sociétés occidentales et du Nord, tandis que les connaissances produites dans les régions rurales du Sud ont été sous-évaluées. De ce fait, des populations du Sud ont perdu le pouvoir de décider de leur avenir. L'équité en matière de connaissances implique de se demander qui est considéré comme un créateur valable de connaissances. Elle engage une résistance à la monoculture dans le domaine intellectuel, et une pratique de l'écologie du savoir, qui cultive des types de connaissances variés.

## Équité dans l'accès aux connaissances
L'équité en matière de connaissances suppose de se préoccuper de l'accès à divers domaines de création de connaissances, notamment grâce aux publications en libre accès.

## Le mouvement Wikimedia
La Fondation Wikimedia, hébergeur de Wikipédia, a identifié l'équité en matière de connaissances comme un élément clé de son action en faveur d'un écosystème de connaissances ouvert et inclusif, où chacun a accès à la création et à la consommation de connaissances. La Fondation se concentre dès 2017 sur l'équité des connaissances dans le cadre de la stratégie du mouvement 2030 ; elle annonce sa volonté d'intégrer « le savoir et les communautés qui ont été laissées de côté par les structures de pouvoir et de privilèges ». 
Or le fonctionnement de Wikipédia reflète et durcit encore davantage, selon une étude 2017 (de Ford et Wajcman), l'hégémonie de certaines catégories de producteurs de connaissances (notamment des universitaires). Au sein de la communauté wikipédienne, des hiérarchies existent également qui font obstacle à l'équité des connaissances : certains membres de la communauté ont un meilleur accès que d'autres aux "bonnes" sources jugées recevables.
Une étude publiée en 2018 portant sur 863 projets Wikimédia (de divers types, dans différentes langues) montre que les inégalités dans l'élaboration des connaissances collaboratives « apparaissent tôt dans le développement des projets Wikimédia et se stabilisent à des niveaux élevés ». De plus, selon les résultats de cette enquête, « un petit nombre d'éditeurs exerce une influence disproportionnée sur la formation du savoir collectif ».
L'engagement du mouvement Wikimedia en faveur de de l’équité de la connaissance prend la forme de subventions et de partenariats. Par exemple, l'initiative GLAM-Wiki de Wikimedia travaille avec des institutions culturelles pour favoriser l'accès libre à leurs ressources (« GLAM » est un acronyme pour "galeries, bibliothèques, archives et musées"). Autre exemple : la création de postes de Wikimédiens en résidence - des wikipédistes expérimentés travaillent dans une institution culturelle pour «soutenir une culture de libre accès» dans cette institution d'accueil.

## Le Réseau d'équité en matière de connaissances
Le Réseau d'équité en matière de connaissances (Knowledge Equity Network), créé par l'Université de Leeds, s'est réuni pour la première fois fin novembre 2022.  
Le Réseau vise à permettre un accès ouvert à la production et aux résultats de la recherche. Son objectif est d'«amplifier les voix des groupes sous-représentés» et de soutenir les communautés marginalisées dans leur participation au processus de création de connaissances. Il appelle à penser autrement qu'en termes de concurrence les relations entre institutions éducatives ou de recherche. 
« Les efforts visant à promouvoir le libre accès à l’information, à soutenir divers modèles de publication savante et à plaider pour s’éloigner des classements axés sur la concurrence sont vraiment inspirants et font une réelle différence dans le monde », déclare un de ses porte-parole